# Родон-Гастингс, Чарльз, 11-й граф Лаудон
Чарльз Эдвард Роудон-Гастингс, 11-й граф Лаудон (англ. Charles Edward Rawdon-Hastings, 11th Earl of Loudoun; 5 января 1855 — 17 мая 1920) — шотландский пэр.

## Происхождение
Родился 5 января 1855 года под именем Чарльз Эдвард Эбни-Гастингс. Старший сын Чарльза Эбни-Гастингса, 1-го барона Донингтона (1822—1895), и Эдит Роудон-Гастингс, 10-й графини Лаудон (1833—1874). Его старшая сестра, леди Флора Гастингс (1854—1887), вышла замуж за Генри Фицалана-Говарда, 15-го герцога Норфолка.

## Карьера
23 января 1874 года после смерти своей матери Чарльз Роудон-Гастингс унаследовал титулы 11-го графа Лаудона (Пэрство Шотландии), 21-го барона Хангерфорда (Пэрство Англии), 19-го барона Молейнса (Пэрство Англии), 12-го лорда Кэмпбелла из Лаудона (Пэрство Шотландии) и 11-го лорда Тарринзина и Мохлина (Пэрство Шотландии).
8 апреля 1887 года его имя было законно изменено на Чарльз Эдвард Роудон-Гастингс по королевской лицензии.
24 июля 1895 года после смерти своего отца Чарльз Роудон-Гастингс унаследовал титул 2-го барона Донингтона из Донингтон-Парка в графстве Лестершир (Пэрство Соединённого королевства).
Лейтенант Лестерширского йоменского кавалерийского полка и заместитель лейтенанта Айршира.

## Личная жизнь
4 февраля 1880 года в Лондоне Чарльз Родон-Гастингс женился на достопочтенной Элис Фицалан-Говард (1856 — 10 мая 1915), дочери Эдварда Фицалан-Говарда, 1-го барона Говарда из Глоссопа, и его первой жены Огасты Толбот (единственной дочери и наследницы достопочтенного Джорджа Генри Толбота, сводного брата Джона Толбота, 16-го графа Шрусбери). У них не было детей.
Лорд Лаудон скончался в Эшби-де-ла-Зух на северо-западе Лестершира 17 мая 1920 года. После его смерти его титулы были разделены между его племянницами (дочерьми его брата Полина) и его младшим братом Гилбертом.